# Fabriciola liguronis
Fabriciola liguronis är en ringmaskart som beskrevs av Rouse 1993. Fabriciola liguronis ingår i släktet Fabriciola och familjen Sabellidae. Inga underarter finns listade i Catalogue of Life.